# ジェワッド・ウィリアムズ
ジェワッド・ハイソン・ウィリアムズ（Jawad Hason Williams、1983年2月19日 - ）は、アメリカ合衆国・オハイオ州クリーブランド出身のプロバスケットボール指導者。NBA・クリーブランド・キャバリアーズのアシスタントコーチ。

## 人物
ノースカロライナ大学では2005年にNCAAトーナメント全米王者に輝く。
卒業後、スペインリーガACB、NBADLフェイエッテビル・ペイトリオッツを経て、2006年にNBAロサンゼルス・クリッパーズのプレシーズンに参加するが、最終ロースターから漏れてしまう。
その後、NBADLアナハイム・アーセナルでプレーし、2007年レラカムイ北海道に入団。
2007-2008年のシーズンが終了後、レラカムイ北海道を退団し、NBAクリーブランド・キャバリアーズに入団。
2009年2月、NBADLリオグランデバレー・バイパーズに移籍。同年10月、再びクリーブランド・キャバリアーズに移籍。
クリーブランド退団後はヨーロッパなどでプレー。
2017-18シーズンはB1のアルバルク東京と契約して10シーズンぶりに日本でプレーし、Bリーグ優勝を達成。翌2018-19シーズンもA東京に所属し、2連覇メンバーとなる。だが個人ではアキレス腱断裂という大怪我を負い、シーズン終了後、契約満了により退団。
その後は復帰に向け、リハビリやトレーニングなどに励み、2019年11月、再び来日し、B2の越谷アルファーズに入団。しかし4試合出場してすぐに契約解除となり、12月20日にB1の宇都宮ブレックスへの加入が発表された。
2020-21シーズンはレラカムイ北海道の後身チームであるB1のレバンガ北海道へ移籍。
2021-22シーズンはパスラボ山形ワイヴァンズに移籍し、シーズン終了後現役引退を発表した。
2022-23シーズンは長崎ヴェルカのアシスタントコーチ兼ディレクターオブプレイヤーディベロップメントを務めた。
2023-24シーズンより2シーズン、NBA・サクラメント・キングスの育成コーチを務める。
2025-26シーズンより、現役時代プレーしたクリーブランド・キャバリアーズのアシスタントコーチに就任した。

## 日本国内での現役時代の個人成績
| シーズン    | チーム | GP | GS | MPG  | FG%  | 3P%  | FT%  | RPG | APG | SPG | BPG | TO  | PPG  |
| ----------- | ------ | -- | -- | ---- | ---- | ---- | ---- | --- | --- | --- | --- | --- | ---- |
| JBL 2007-08 | 北海道 | 35 | 0  | 38.8 | .434 | .293 | .799 | 7.1 | 1.9 | 0.6 | 0.5 | 2   | 24.7 |
| B1 2017-18  | A東京  | 59 | 0  | 19.8 | .437 | .371 | .816 | 3.5 | 1.1 | 0.5 | 0.3 | 0.7 | 9    |
| B1 2018-19  | A東京  | 26 | 2  | 23.6 | .427 | .360 | .776 | 4.3 | 1.3 | 0.7 | 0.2 | 0.7 | 10.4 |
| B2 2019-20  | 越谷   | 4  | 4  | 31.5 | .375 | .222 | .786 | 8.2 | 3.8 | 1   | 0.5 | 1.8 | 16.2 |
| B1 2019-20  | 宇都宮 | 19 | 0  | 14.1 | .434 | .405 | .724 | 2.9 | 0.6 | 0.5 | 0.3 | 0.4 | 7.2  |
| B1 2020-21  | 北海道 | 47 | 35 | 25.5 | .412 | .350 | .770 | 4.3 | 1.5 | 0.7 | 0.2 | 1.1 | 10.5 |
| B2 2021-22  | 山形   | 50 | 35 | 28.5 | .429 | .354 | .831 | 4.5 | 2.2 | 0.7 | 0.2 | 1.2 | 13.2 |